# Doratura stylatus
Doratura stylatus är en insektsart som beskrevs av Karl Henrik Boheman 1847. Doratura stylatus ingår i släktet Doratura och familjen dvärgstritar. Inga underarter finns listade i Catalogue of Life.